# Mount Dora
Mount Dora är en stad (city) i Lake County, i delstaten Florida, USA. Enligt United States Census Bureau har staden en folkmängd på 12 534 invånare (2011) och en landarea på 20,8 km².